# آب‌انبار پیراسته
آب‌انبار پیراسته مربوط به اواخر دوره قاجار است و در شهرستان گناباد، بخش مرکزی، روستای خیبری واقع شده و این اثر در تاریخ ۱۹ مرداد ۱۳۸۴ با شمارهٔ ثبت ۱۲۹۱۸ به‌عنوان یکی از آثار ملی ایران به ثبت رسیده است.